# 賀從勖
贺从勖（?—?），西夏六宅使。
天授礼法延祚六年（1043年），元昊派他和教练使李文贵一起去延州入贡请和。上书自称男邦泥定国兀卒曩霄上书父大宋皇帝。知延州庞籍对他们说，天子至尊，荆王趙元儼是叔父，也自称臣。现在名体不正，不敢呈上。贺从勖说，子事父，如同臣事君。如果到京师，天子不许，再回来重议。庞籍派人送他们到开封府，富弼对宋仁宗说，元昊向辽国称臣，而不向我朝称臣，是因为契丹无敌于天下。现在应该让他向宋朝称臣，才能议和。蔡襄也是这个意见。元昊自称兀卒，又翻译成吾祖。北宋朝廷认为是羞辱自己，又派著作佐郎邵良佐到夏州商议。西夏后来又派张延寿、杨守素出使宋朝。因为辽夏关系紧张，宋夏之间才最终定下和议。贺从勖官至伊州刺史。